# Ластман, Питер
Пи́тер Ла́стман (нидерл. Pieter Lastman; 1583, Амстердам — 4 апреля 1633, Амстердам) — голландский живописец, рисовальщик и гравёр Золотого века искусства Голландии. Наряду с Яном Симонсом Пейнасом и Николасом Муйартом считается одним из трёх главных художников-прерембрандтистов — предшественников Рембрандта. Был также непосредственным учителем великого Рембрандта. Pоманист.

## Биография
Питер Ластман родился в Амстердаме. Он был четвёртым ребенком в семье Питера Сегерса (Pieter Segersz, 1548—1624), церковного служителя, уволенного в 1578 году за католическое вероисповедание. Его мать, Барбер Якобсдр (Barber Jacobsdr, 1549—1624) была оценщиком картин и товаров.
Как указано в «Книге о художниках» (Het Schilder-Boeck), историографическом труде Карела ван Мандера, Питер Ластман учился у живописца Геррита Питерса Свелинка, брата Яна Питерса Свелинка. По окончании обучения он в 1605 году вместе с Яном Симонсом Пейнасом и его братом отправился в Италию и некоторое время жил в Риме и Венеции. Там он познакомился с творчеством Караваджо, оказавшего влияние на его индивидуальный стиль. В Риме он входил в круг художников-романистов (поклонников итальянского искусства), объединившихся вокруг Адама Эльсхаймера. В 1607 году он вернулся в Амстердам. Его первые работы датированы 1606 годом. Ластман писал картины на библейские и мифологические сюжеты на фоне идиллических римских пейзажей, например «Бегство в Египет»", «Одиссей и Навсикая», «Мидас» и «Воскрешение Лазаря».
Ластман быстро завоевал славу художника, писавшего картины на исторические и библейские сюжеты, у него была большая мастерская, картины продавались по хорошим ценам. В 1618 году Ластман был признан самым выдающимся художником своего родного города Амстердама. В 1619 году он принял на обучение Яна Ливенса и в 1625 году в течение полугода у Ластмана учился Рембрандт.
Его учениками, помимо Рембрандта и Ливенса, были Бартоломмеус Бренберг, Николас Ластман, Питер Питер Недек, Ян Альбертс Ротиус и, возможно, Николас Муйарт.
Ластман не был женат. По состоянию здоровья в 1632 году он переехал к своему брату. Скончался в следующем году и был похоронен в «Старой церкви» (Ауде Керк) в Амстердаме 4 апреля 1633 года.

## Творчество
Основной темой историков искусства, изучавших творчество Ластмана, является взаимосвязь искусства Ластмана и Рембрандта. Поскольку Рембрандт не бывал в Италии, вполне вероятно, что он находился под влиянием Караваджо и «караваджистской светотени» главным образом или в значительной степени посредством ученичества у Ластмана. Рембрандт использовал те же темы, что и Ластман. Среди его самых известных работ: «Побивание камнями святого Стефана», «Крещение евнуха» и «Жертвоприношение Авраама», по-видимому, созданы под влиянием Ластмана. Возможно даже, что Рембрандт, будучи учеником, делал предварительные наброски к каждой из этих работ, используя «заготовки» Ластмана. Так, например, картина Ластмана «Валаам и ослица» 1611 года была известна Рембрандту и в 1626 году он написал свою «Ослицу Валаама».
Голландские живописцы круга Рембрандта, его предшественники, сам Рембрандт и его ученики писали исторические картины на сравнительно узкий круг повторяющихся сюжетов, в основном взятых из Ветхого Завета, и повествующих об истории сражений еврейского народа за свою независимость. Это объясняется историей борьбы самой Голландии в восьмидесятилетней войне за независимость от испанского владычества (1566—1648) и последующей Голландской войне (1672—1678). В церковных проповедях Голландия сравнивалась с «землёй обетованной», а сами голландцы с «избранным народом». Это нашло отражение и в живописи.
Немногие картины Ластмана были выполнены по предварительному заказу. Он принадлежал к сформировавшейся в это время группе художников, каждый из которых специализировался в определенном жанре и предлагал свои произведения на открытом рынке. В истории искусства его считают первым художником XVII века, посвятившим себя исключительно исторической живописи, хотя он писал много пейзажей и примыкал к группе художников, названных позднее «романистами», то есть поклонниками римской культуры и классического искусства античного Рима, и одновременно, к «кларистам» (лат.  claris — ясный), своего рода предшественникам Рембрандта.
В санкт-петербургском Эрмитаже имеется пять картин Питера Ластмана. Ю. И. Кузнецов писал, что творчество Ластмана представлено в Эрмитаже «с завидной полнотой и разнообразием, позволяющими оценить его роль в голландском искусстве» и «все главнейшие достижения исторического жанра дорембрандтовского периода», поскольку этот художник создал «новый для своего времени тип исторической картины».
Е. И. Ротенберг отмечал, что в произведениях Ластмана «много наивного и грубоватого — в вульгарности типов, неуклюжести рисунка, в резкости и некоторой примитивности колористического решения, но всё же это искусство более здоровое, чем формально изощрённая бездушная живопись академистов и маньеристов». Известны и более резкие оценки: «Ластман был слабым рисовальщиком, он трактовал форму в „сухой“ и „жёсткой“ манере. По признанию современников он удивительным образом умел снижать возвышенный смысл христианских сюжетов до бытовой заурядности, банальной анекдотичности», а Рембрандт несколько позднее «избрал иной путь». Возможно, отчасти это связано и с тем, что Ластман одним из первых стал вводить в свои исторические композиции восточную экзотику; однако именно это повторял и даже прямо заимствовал у Ластмана Рембрандт.

## Галерея

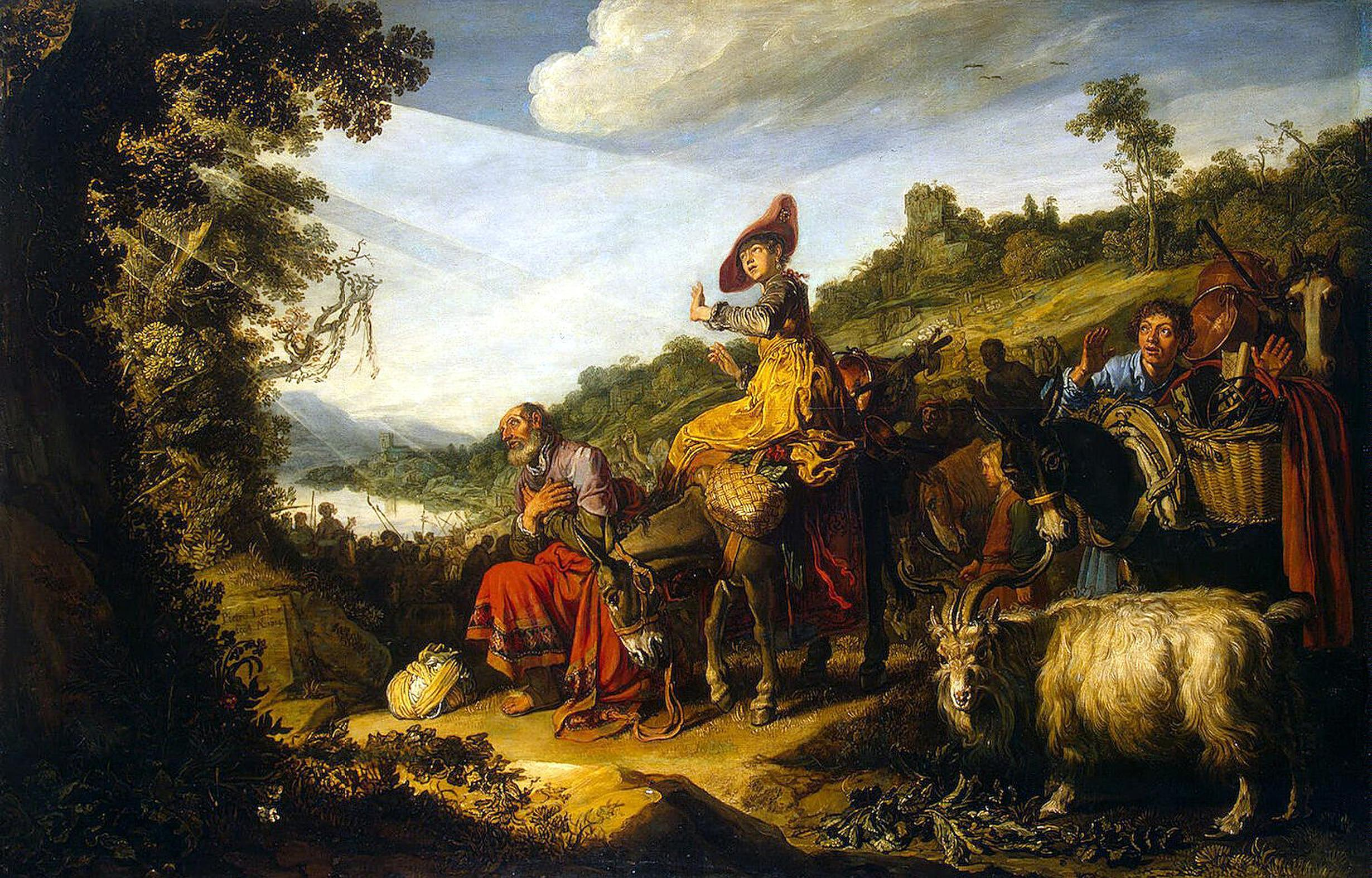
Авраам на пути в Ханаан. 1614. Холст, масло (переведена с дерева). Государственный Эрмитаж, Санкт-Петербург
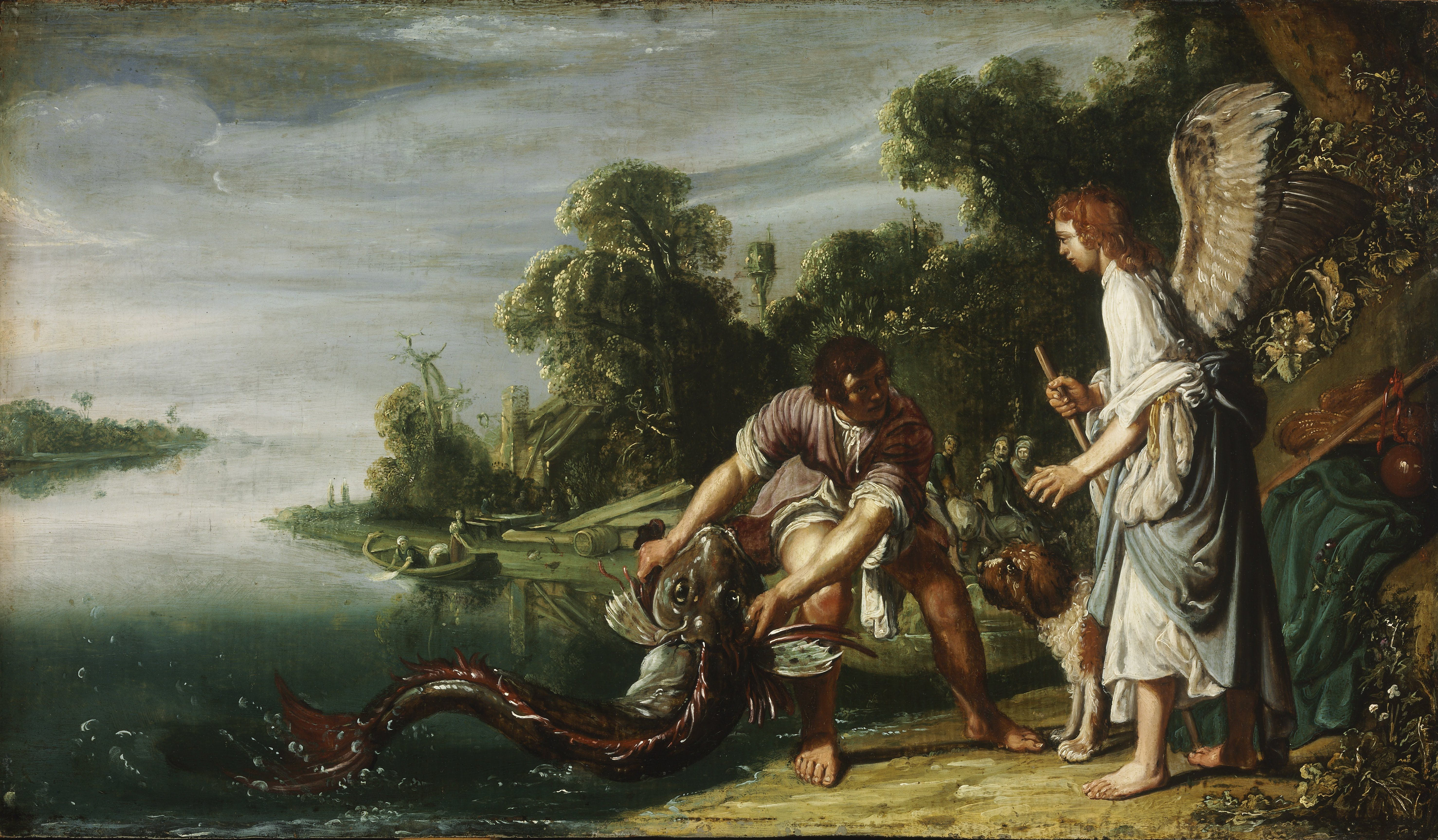
Товия и ангел. Ок. 1625. Дерево, масло. Музей изобразительных искусств, Будапешт
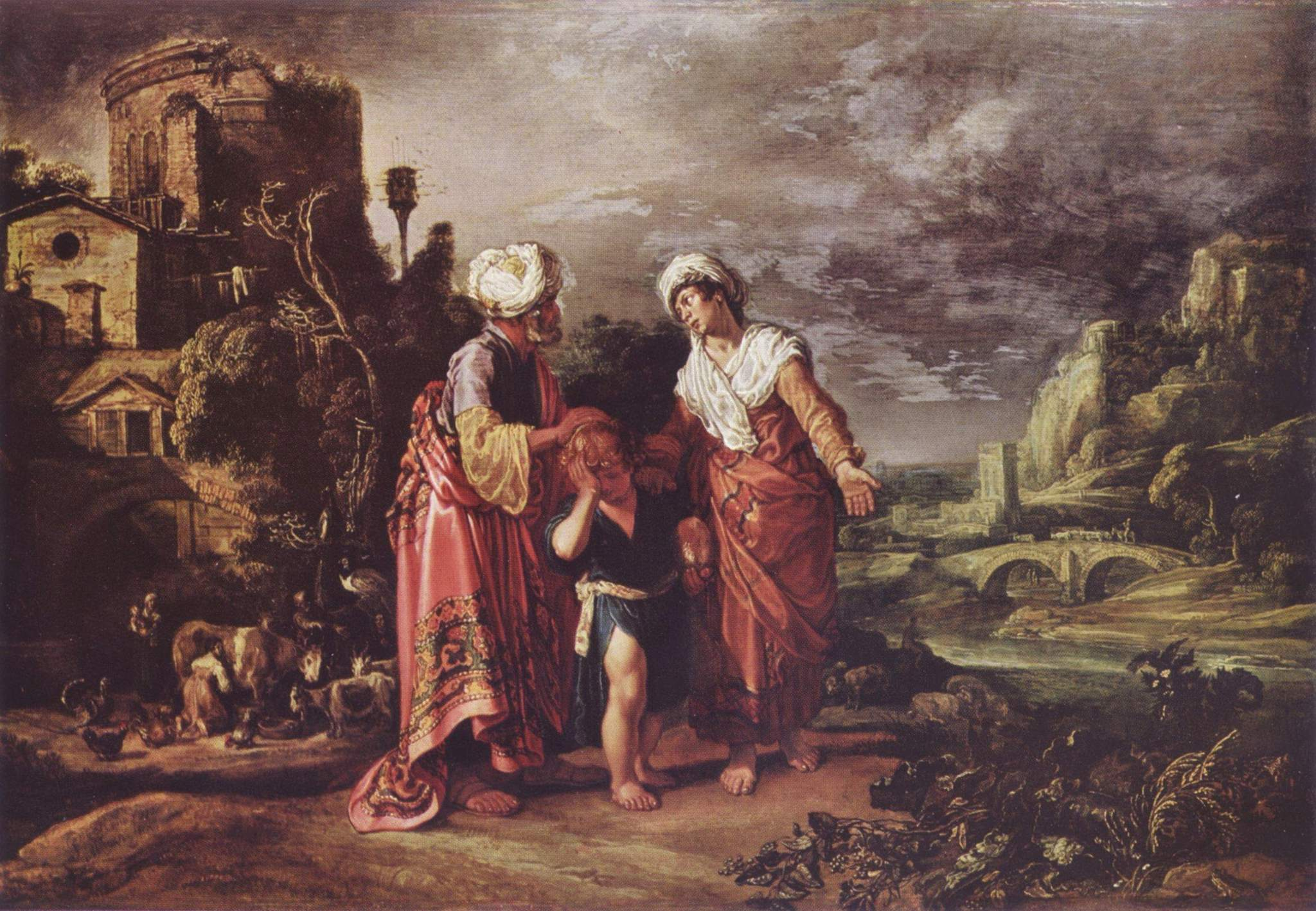
Изгнание Агари. 1612. Дерево, масло. Кунстхалле, Гамбург
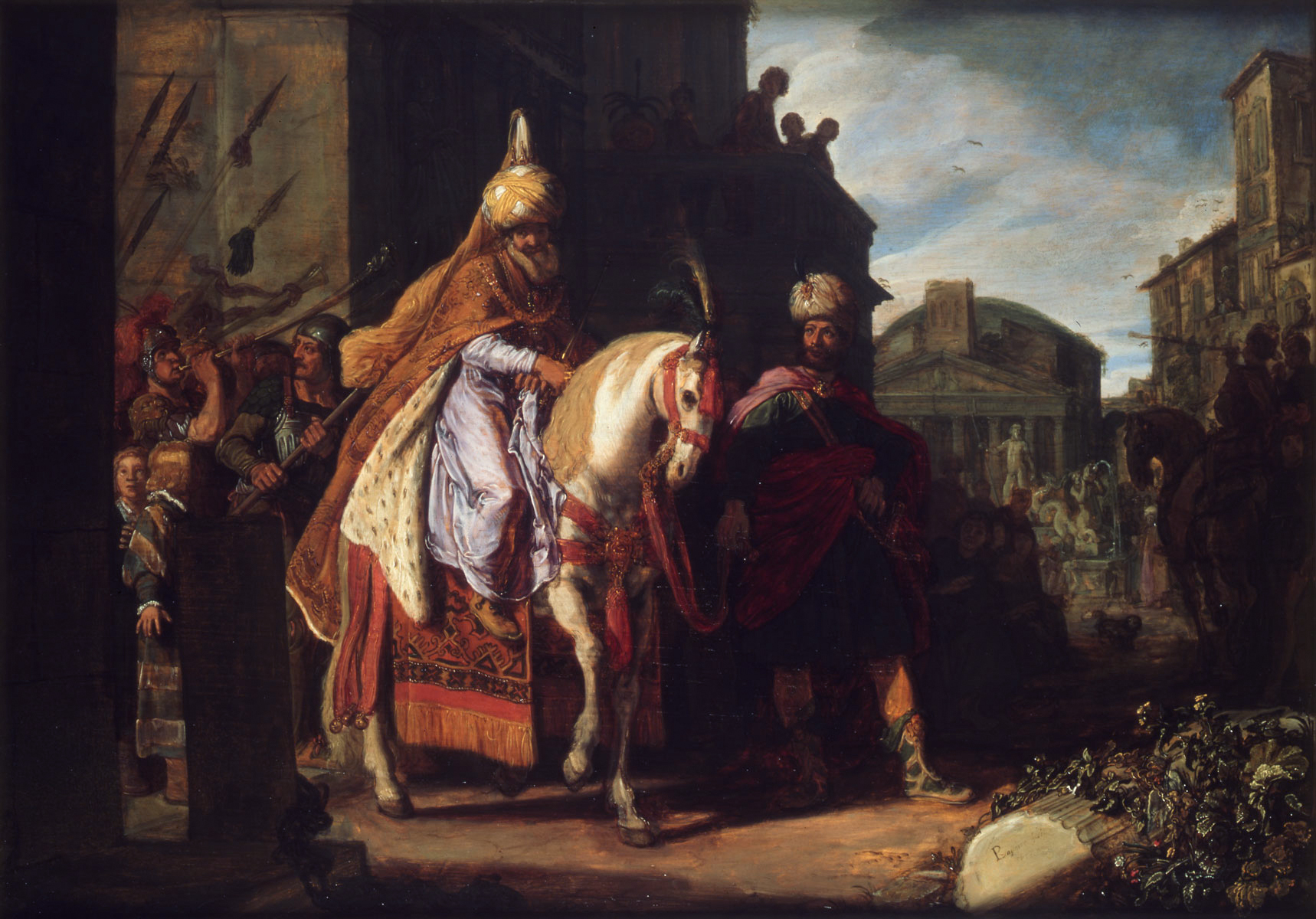
Триумф Мордехая. 1624. Дерево, масло. Дом-музей Рембрандта, Амстердам
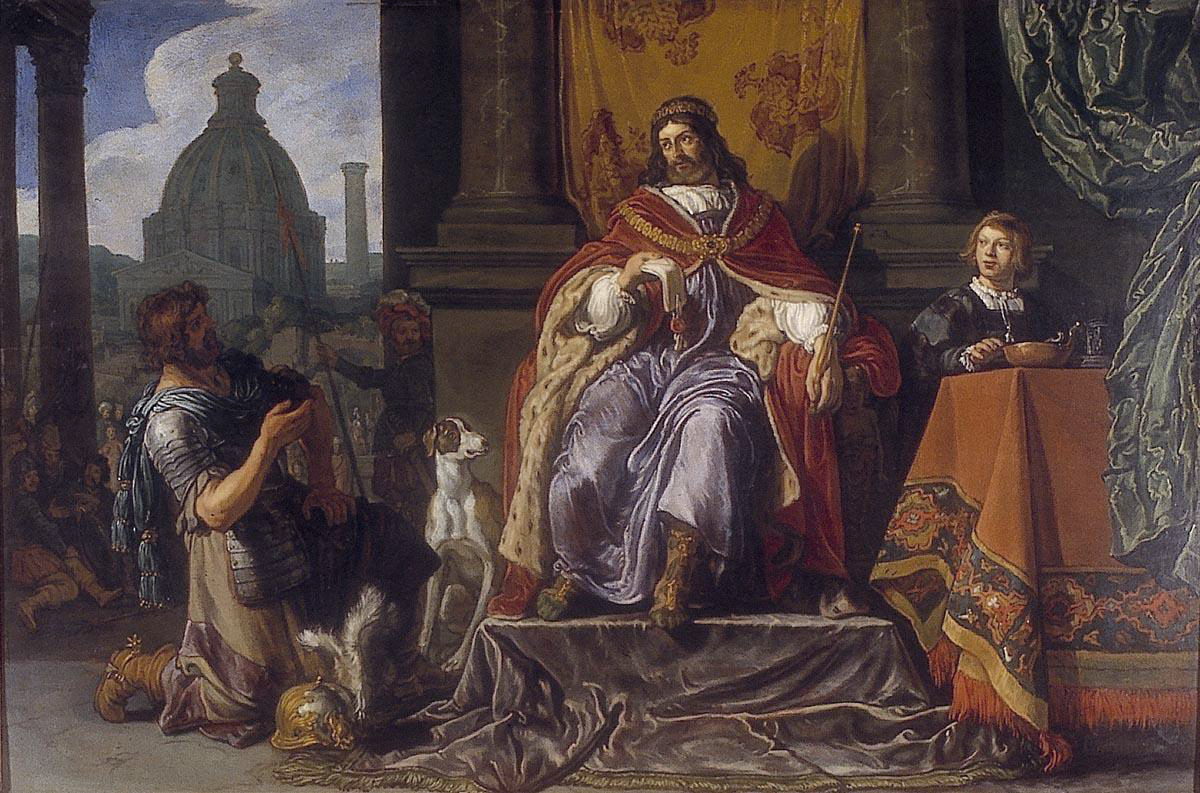
Давид передает Урии письмо Иоаву. 1619. Дерево, масло. Лейденская коллекция, Нью-Йорк
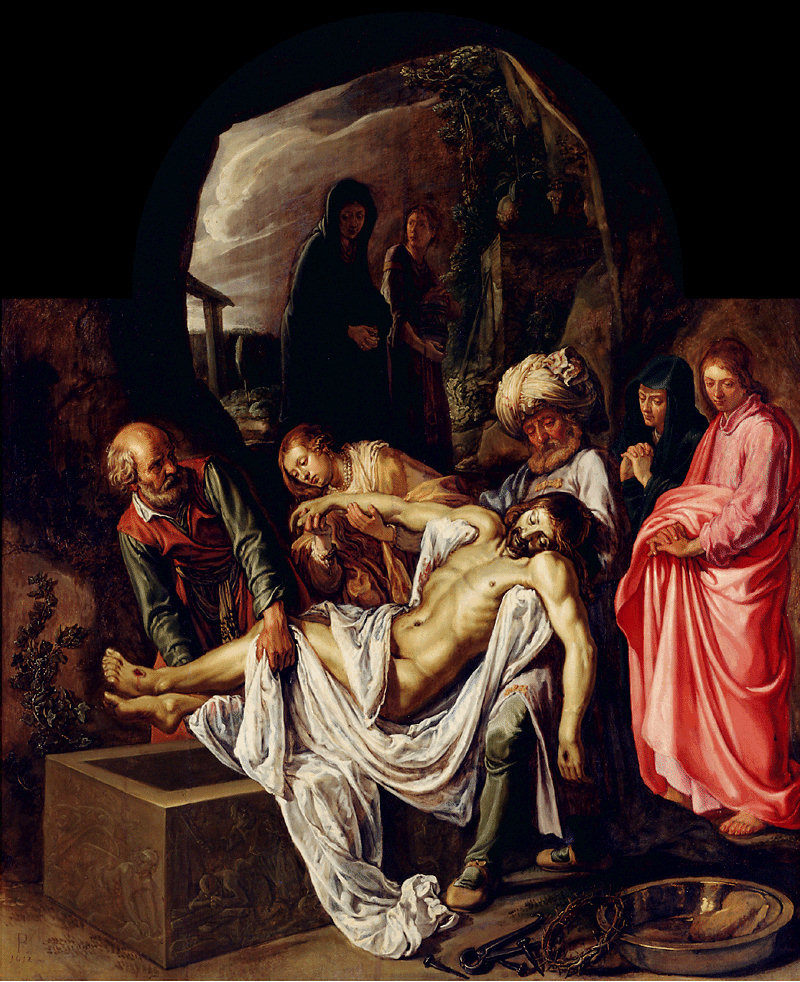
Погребение Христа. 1612. Дерево, масло. Музей изящных искусств, Лилль
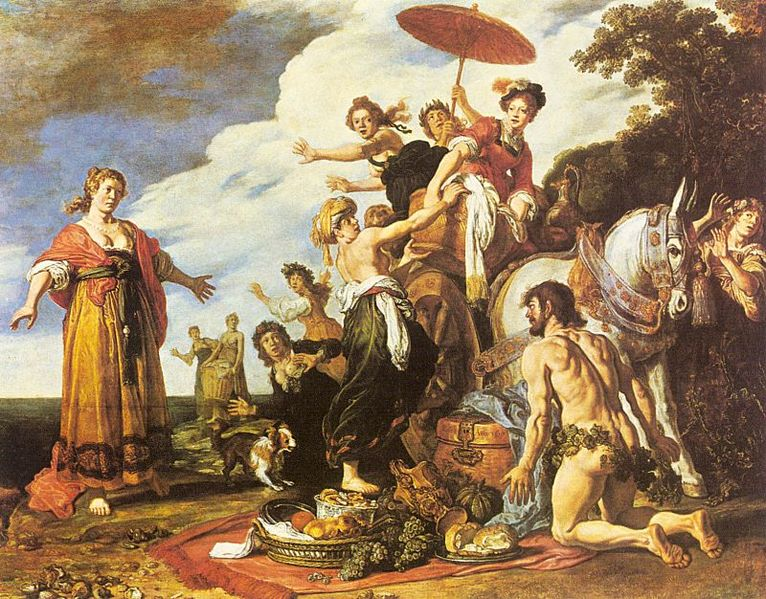
Одиссей и Навсикая. 1619. Дерево, масло. Старая пинакотека, Мюнхен
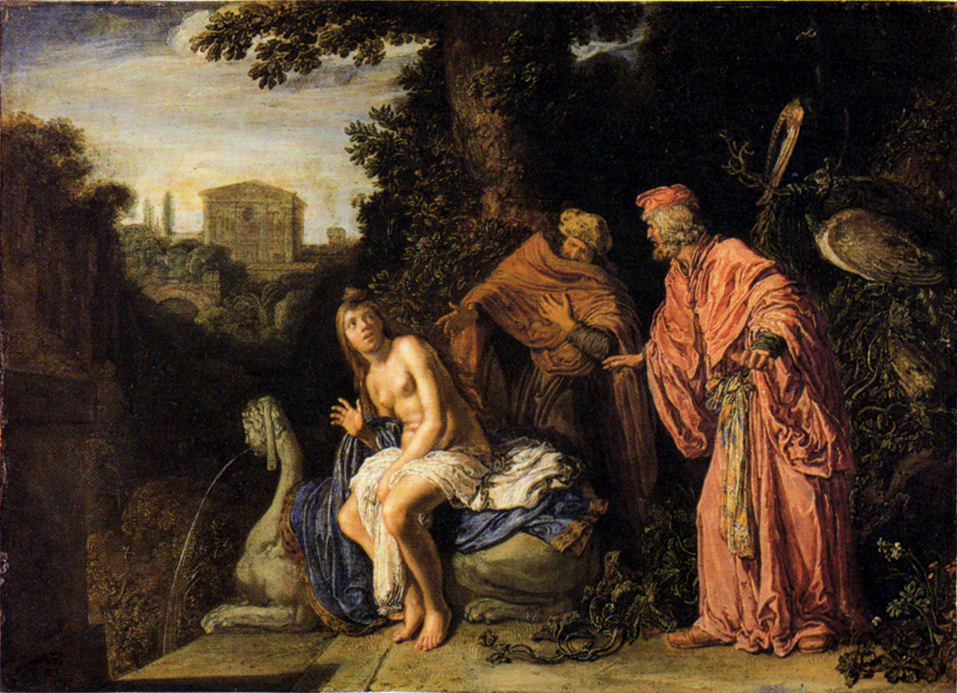
Сусанна и старцы. 1614. Дерево, масло. Берлинская картинная галерея

## Выставки
- «Питер Ластман. В тени Рембрандта?», июль 2006. Гамбург, Kunsthalle. Экспонировались 25 картин художника, собранных из музеев Бостона, Амстердама, Лондона, Берлина, Будапешта, Стокгольма, Вены.